# Alkilowanie
Alkilowanie, alkilacja – obszerna grupa reakcji chemicznych polegających na przeniesieniu grupy alkilowej lub aryloalkilowej z jednego do drugiego związku chemicznego. Grupa alkilowa może być przeniesiona w formie rodnika, karboanionu lub karbokationu co stanowi podstawę systematyki tych reakcji. Ze względu na technologiczne i biologiczne znaczenie tych reakcji badanie alkilowania stanowi jeden z najważniejszych działów chemii organicznej.
Alkilowanie jest stosowane w przemyśle przy:
- syntetycznej produkcji benzyn
- procesów wspomagających otrzymywanie benzyn i olejów z ropy naftowej
- produkcji wielu barwników, leków i innych produktów syntezy organicznej
- polimeryzacja winylowa, prowadząca do otrzymania poliolefin, polimerów winylowych takich jak PVC czy polietylen jest rodzajem reakcji alkilowania

W zależności od alkilowanego atomu wyróżnić można np.:
- C-alkilowanie (tworzenie wiązania C−C), gdy grupa alkilowa wiąże się z atomem węgla
- O-alkilowanie (tworzenie wiązania C−O−C), gdy grupa alkilowa wiąże się z atomem tlenu
- N-alkilowanie (tworzenie wiązania C−N), grupa alkilowa wiąże się z atomem azotu
- S-alkilowanie (tworzenie wiązania C−S), gdy grupa alkilowa wiąże się z atomem siarki.